# Glycine
Glycine este un gen de plante din familia  Fabaceae.